# Spencer Hawes
Spencer Mason Reynvaan-Hawes (* 28. April 1988 in Seattle, Washington) ist ein ehemaliger US-amerikanischer Basketballspieler, der von 2007 bis 2017 in der NBA aktiv war. Er spielte auf der Position des Centers.

## College
Hawes spielte für die Washington Huskies, das Basketballteam der University of Washington. Auf dem College war er der beste Scorer des Teams mit 14,9 Punkten pro Spiel und damit der zehntbeste Scorer der Pacific-10 Conference.

## NBA
Hawes wurde im NBA-Draft 2007 an 10. Stelle von den Sacramento Kings ausgewählt.
In seiner ersten Saison spielte er 71 Spiele und stand achtmal in der Startformation, im Schnitt spielte er 13,1 Minuten. Er erreichte durchschnittlich 4,7 Punkte, 3,3 Rebounds bei einer Feldwurfquote von 45,9 %. In seiner zweiten NBA-Saison war Hawes Stammspieler auf seiner Position, da Brad Miller zu den Chicago Bulls transferiert worden war. Dennoch endete die Saison für ihn frühzeitig, da er sich eine Knieverletzung zugezogen hatte.
Zur Saison 2010/11 wurde er von den Kings zusammen mit Andrés Nocioni zu den Philadelphia 76ers getradet. Im Gegenzug wechselte Samuel Dalembert zu den Kings.
Für die 76ers lief Hawes bis Februar 2014 auf. Kurz vor Ende der Transferfrist wurde er zu den Cleveland Cavaliers getradet. Im Gegenzug erhielten die 76ers Forward Earl Clark, sowie 2 Picks in der kommenden Draft. Nach der Saison 2013/2014 unterzeichnete er bei den Los Angeles Clippers.
Am 15. Juli 2015 wurde Hawes zusammen mit seinem Teamkollegen Matt Barnes gegen Lance Stephenson zu den Charlotte Hornets getradet.
Im Februar 2017 wurde Hawes zusammen mit Roy Hibbert, für Miles Plumlee, zu den Milwaukee Bucks transferiert. Am 1. September 2017 wurde er von den Bucks entlassen.

## Statistiken
| Season  | Team    | Points/G | Rebounds/G | Assists/G | Steals/G | Blocks/G | FG %  |
| ------- | ------- | -------- | ---------- | --------- | -------- | -------- | ----- |
| 2007/08 | SAC     | 4,7      | 3,3        | 0,6       | 0,2      | 0,6      | 0,459 |
| 2008/09 | SAC     | 11,4     | 7,1        | 1,9       | 0,6      | 1,2      | 0,466 |
| 2009/10 | SAC     | 10,0     | 6,1        | 2,2       | 0,4      | 1,2      | 0,468 |
| 2010/11 | PHI     | 7,2      | 5,7        | 1,5       | 0,4      | 0,9      | 0,465 |
| 2011/12 | PHI     | 9,6      | 7,3        | 2,6       | 0,4      | 1,3      | 0,489 |
| 2012/13 | PHI     | 11,0     | 7,2        | 2,2       | 0,3      | 1,4      | 0,464 |
| 2013/14 | PHI-CLE | 13,2     | 8,3        | 3,0       | 0,6      | 0,7      | 0,456 |
| 2014/15 | LAC     | 5,8      | 3,5        | 1,2       | 0,3      | 0,7      | 0,393 |